# Göran Norén
Erik Göran Norén, född den 4 september 1929 i Skinnskattebergs församling, Västmanlands län, död den 5 februari 2020 i Borås, var en svensk jurist.
Norén avlade studentexamen i Västerås 1949 och juris kandidatexamen vid Uppsala universitet 1956. Efter tingstjänstgöring i Norra Hälsinglands domsaga 1956–1958 tjänstgjorde han hos landsfogden i Värmlands län 1959. Han var biträdande stadsfiskal i Karlstad 1963–1965 (tillförordnad 1959–1962), chefsåklagare i Värnamo 1965–1976, chefsåklagare i Borås 1976–1988 och överåklagare i Vänersborg 1988–1994. Norén vilar på Sankt Sigfrids griftegård i Borås.